# كلخ لؤلؤي
الكلخ اللؤلؤي (باللاتينية: Ferula elaeochytris) نوع نباتي يتبع جنس الكلخ من الفصيلة الخيمية.

## الموئل والانتشار
النبات واطن في بلاد الشام وتركيا.

## مرادفات للاسم العلمي
- (باللاتينية: Elaeochytris meifolia Fenzl)
- (باللاتينية: Ferula cassii Zohary & P. H. Davis)
- (باللاتينية: Ferula meifolia (Fenzl) Boiss.)
- (باللاتينية: Dorema meifolium Fenzl)
- (باللاتينية: Ferula cassii Zohary & P.H.Davis)